# Acrobasis consociella
Espèce
Acrobasis consociella est une espèce de lépidoptères (papillons) de la famille des Pyralidae que l'on trouve en Europe.

## Description
L'imago a une envergure de 19 à 22 mm.

## Comportement
Il vole de fin mai à août selon les endroits.

## Galerie

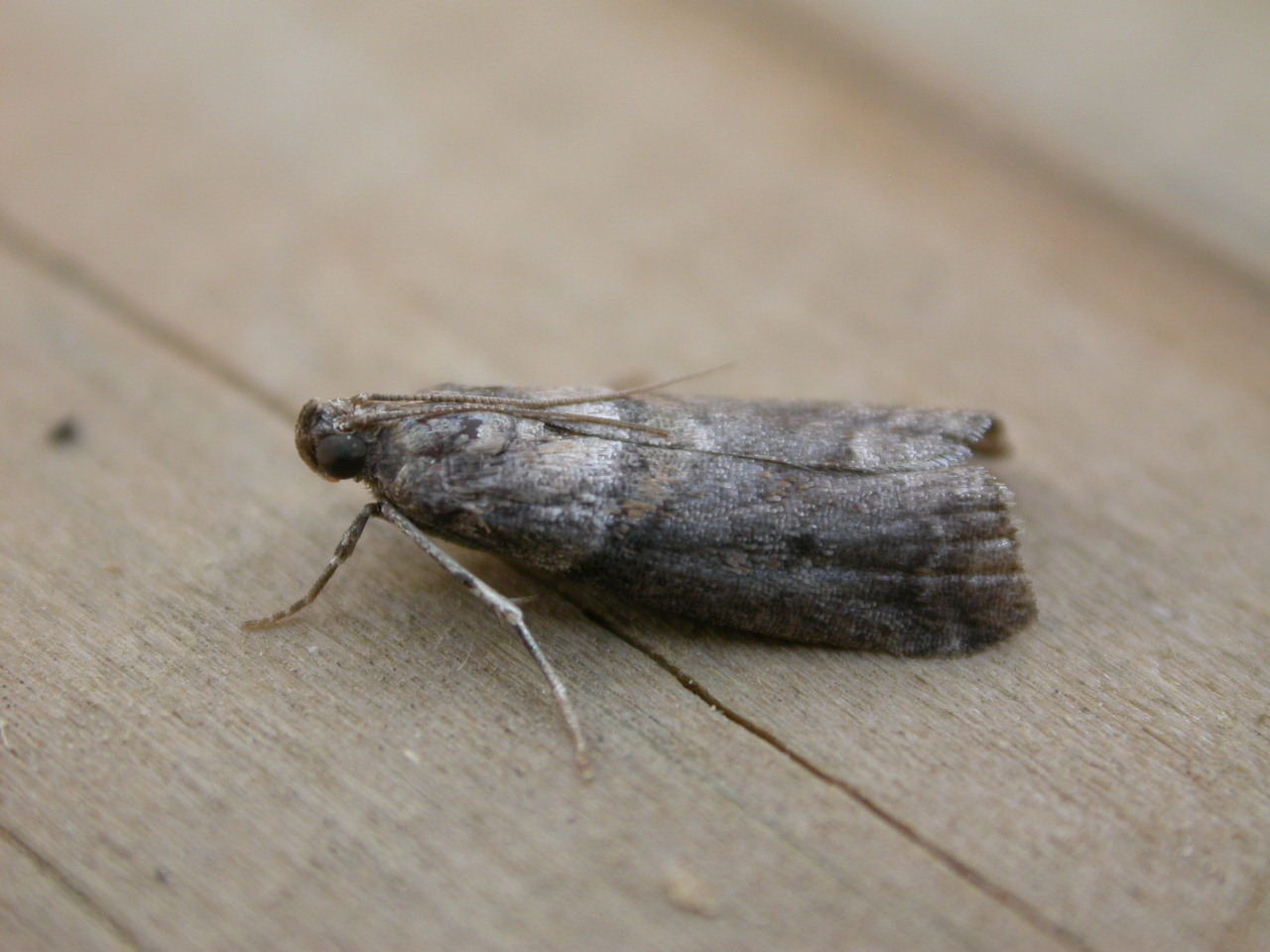

## Alimentation
Sa larve se nourrit sur les chênes.